# Mirzachoʻl-Steppe

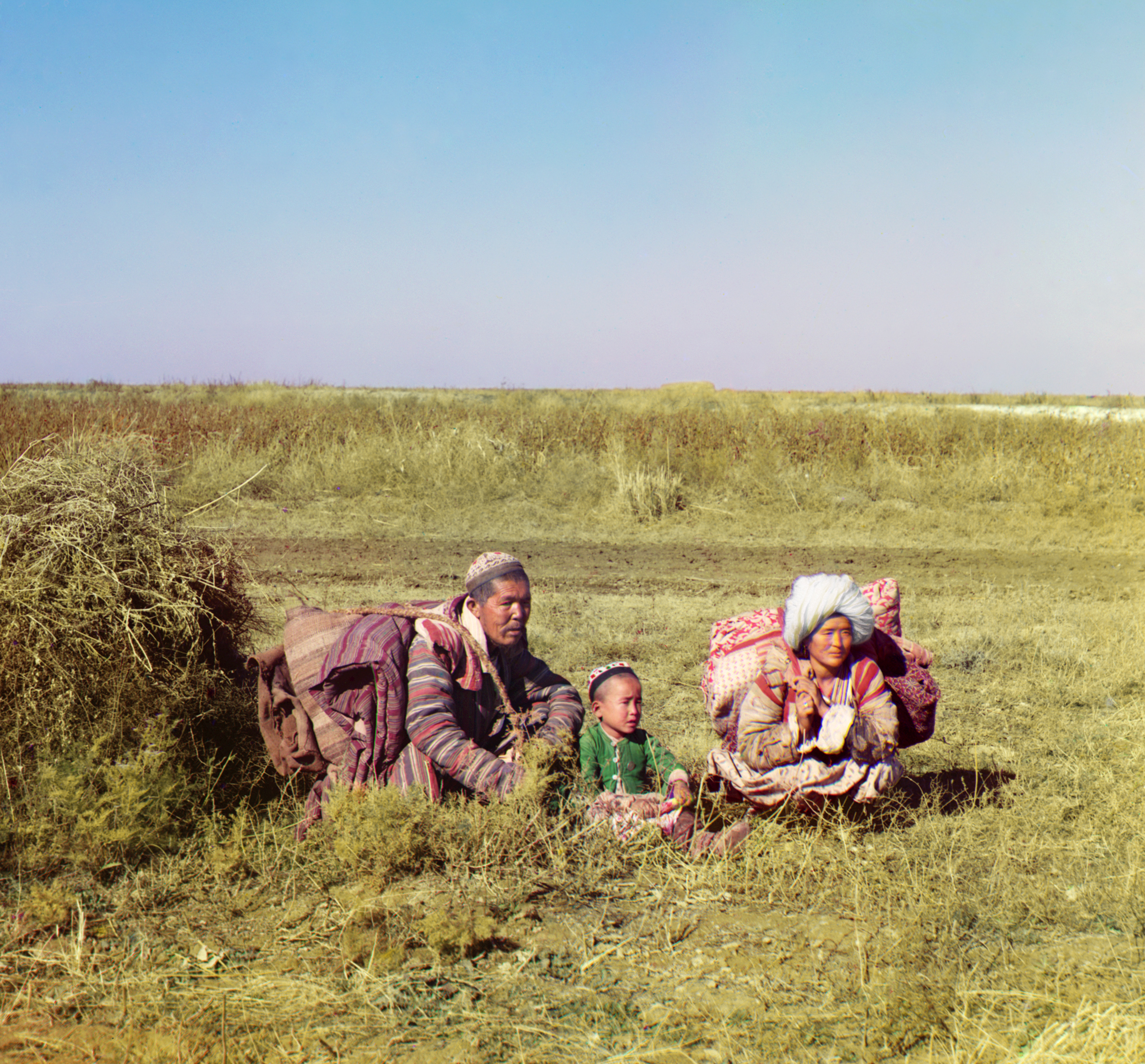
Nomadische kasachische Familie in der Mirzachoʻl-Steppe in Usbekistan, 1911

Die Mirzachoʻl-Steppe (russisch Голодная степь, wörtlich „Hungersteppe“) ist eine rund 10.000 km² große Lößebene am linken Ufer des Syrdarja in Usbekistan, die sich von der Mündung des Ferghanatals an der Grenze zu Tadschikistan im Osten über die Provinz Sirdaryo und den nördlichen Teil der Provinz Jizzax im Westen erstreckt. Im Süden wird sie durch die Turkestankette begrenzt.
Geografisch gesehen ist die Mirzachoʻl-Steppe eine südöstliche Ausdehnung der Kysylkum-Wüste, mit etwa 240 mm Jahresniederschlag und extremem Kontinentalklima (Durchschnittstemperaturen von 28 °C im Juli bis −2 °C im Januar). Bereits Ende des 19. Jahrhunderts begannen Bemühungen, die Mirzachoʻl-Steppe von einer Wüste in ein intensiv bewässertes landwirtschaftliches Gebiet zu verwandeln, das heute mit rund 500.000 Hektar bewässerter Anbaufläche zu den wichtigsten Baumwoll- und Getreideanbaugebieten Usbekistans gehört. Drei in den 1950er und 1960er Jahren gebaute Hauptkanäle versorgen die Kolchosen und Sowchosen der Mirzachoʻl-Steppe mit Wasser. Dabei handelt es sich um den Nord-Süd-Kanal, den Zentral- und den Nordkanal sowie den Ost-West-Kanal der Süd-Mirzachoʻl-Steppe.
Guliston und Yangiyer, beide in der Provinz Sirdaryo, sind die wichtigsten Bevölkerungszentren der Mirzachoʻl-Steppe.